# Temple du Belvédère
Le  Temple du Belvédère  (en italien Tempio del Belvedere)  est l'unique temple étrusque situé à Orvieto (près du  Pozzo di San Patrizio) dans la province de Terni en Ombrie (Italie). 

## Histoire
Le Temple du Belvédère a été redécouvert fortuitement en 1828 lors des travaux de construction de la via Cassia Nuova.
Son origine date probablement du début du Ve siècle av. J.-C. et fut utilisé jusqu'aux premières décennies du IIIe siècle av. J.-C.
Aujourd'hui il ne reste que le soubassement, l'escalier menant à l'entrée, la base des quatre colonnes et quelques blocs d'enceinte.
Malgré une épitaphe peinte sur une coupe trouvée aux alentours du temple où l'on reconnaît le nom Tinia, le Zeus des Étrusques, la divinité qui y était vénérée n'est pas formellement connue.
De nombreux fragments du temple sont conservés au Musée Faina.

## Description
Le plan du Temple du Belvédère est proche de la description des temples étrusco-italiques faite par Vitruve, un proche de l'empereur romain Auguste, dans  De Architectura.

« Après avoir déterminé la longueur du temple que l’on veut bâtir à la manière étrusque, il faut la diviser en six parties et en donner cinq à la largeur. Il faut ensuite partager cette longueur en deux parties, affecter celle du fond à la disposition des salles et réserver celle de devant pour placer les colonnes du porche. ensuite on divisera la largeur en dix parties, dont trois à gauche et trois à droite seront pour les cellules latérales ou pour les ailes, les quatre restant étant pour la cellule centrale. »

— Vitruve dans  De Architectura.
Le temple était très colorée avec la présence d'éléments en terre-cuite, notamment avec des statues et des bas-reliefs qui semblent dater des années 380-370 av. J.-C.. Ces différents éléments semblent représenter d'après Françoise-Hélène Massa-Pairault un moment de la Guerre de Troie : celui de la désignation du héros achéen qui va devoir combattre Hector. Cette représentation pourrait avoir un rôle politique en symbolisant l'assimilation étrusque à la République romaine. Le toit quant à lui comportait plusieurs rangées de tuiles et sur ce dernier se situait des représentations de têtes humaines ou de personnages mythologiques comme la Méduse.
Du temple redécouvert en 1828 à la suite des travaux de réalisation de la via Cassia Nuova il ne reste plus que les murs, et les plans des fondations permettant de reconstituer un plan avec une façade d’entrée et trois autres murs banalisés. L'édifice est articulé en un pronaos (partie antérieure) avec sur le fronton quatre colonnes  derrière lesquelles s'ouvre un local à trois cellules juxtaposées, la centrale étant plus grande que les deux autres.
Le podium sur lequel se dresse le temple n’est accessible que par un escalier frontal entouré par une enceinte quadrangulaire qui débouche sur le porche d’entrée monumental.
Le temple orienté sud-ouest est situé sur un haut podium rectangulaire de 21,90 m de longueur, la façade (16,30 m) et l'arrière (16,90 m) présentent une asymétrie dont la signification reste inconnue. 
Derrière le temple on trouve un local creusé dans le tuf revêtu de débris de terre cuite avec des banquettes le long des trois parois. D'autres restes de structures ainsi qu'une citerne récemment découverte à la suite des fouilles sont probablement liés au culte qui se déroulait sur l'aire sacrée.

## Annexe